# アーバンコーポレイション
株式会社アーバンコーポレイション（英: Urban Corporation）は、かつて存在した日本の不動産会社。広島県広島市中区に本社を置いていた。

## 概要
大京広島支店勤務であった房園博行によって1990年に設立。設立当初はマンションの企画販売や「アーバンビュー」ブランドでのマンション分譲を中心に事業を展開していたが、老朽化したビルを買収して、改築・一帯の再開発を行った後にファンドに転売する不動産流動化事業へとシフトした。2008年時点での売上高に占める分譲不動産事業の割合は1割を切っていた。2004年3月には広島市内に地上43階建てのアーバンビューグランドタワーを建築。2006年に海外での営業展開を目的にシンガポールとソウルに現地法人を設立し、2008年3月期の連結売上高は2,436億円と5年間で7.5倍に急成長した。
Webサイトの充実に対する評価が高く、2007年から2008年にかけて複数のIRサイト業種別ランキングで賞を獲得している。
以前放映されていたCMでは、美山加恋が出演し、「作品になる街づくり」のキャッチコピーで流された。

### 経営破綻
2007年下期から全国銀行協会による「銀行取引約定書に盛り込む場合の暴力団排除条項」や建築偽装に伴う建築基準法改正の影響によって不動産市況が冷え込む中で、資金繰りが急速に悪化。2008年7月、金融機関6社に融資の見返で担保提供していた房園保有のアーバンコーポ株の担保権が実行されたことが発表され、アーバンコーポの動向に注目が集まった。7月中にフランスの金融大手BNPパリバを引受先とした転換社債型新株予約権付社債（CB）を発行したが、アーバンコーポの株価に連動してCBによる調達額が変動する契約を結んでいたこともあり、当初見込の300億円を大幅に下回る92億円しか調達出来なかった。
加えて金融機関の間でアーバンコーポと反社会的勢力との関わりが指摘されたこともあって資金調達は不調に終わり、2008年8月13日に東京地方裁判所へ民事再生法を申請した。負債総額は2,558億3,200万円であった。
経営破綻が明らかになった時点で広島県内を中心に市街地再開発事業に多く参画しており、広島大学本部跡地、JR福山駅前、小田原駅東口等の再開発計画の多くが見直される公算が大きくなっている。また、主な債権者として、主力銀行の広島銀行が121億円の貸付債権、五洋建設は22億円の手形、東急建設は工事代金債権14億円を保有していたが、回収困難となる見込み。なお、2008年3月末時点でアーバンコーポに対して26億円の受取手形を有していた飛島建設の動向が注目されたが、民事再生法申請時点でアーバンコーポ向けの売掛金は無いと発表している。
経営破綻に伴い、不動産流動化事業については極東証券子会社が組成するファンドへ、「広島を拠点に展開する住宅事業」を広島銀行やウツミ屋証券他が出資するベンチャーキャピタル傘下の法人「広島アメニティ」へとそれぞれ事業譲渡する内容の再生計画案を東京地裁へ提出した。2009年3月18日、東京地方裁判所にて債権者集会が開かれ、債権者544人のうち531名（債権額ベース58.55%）による賛成で再生計画が承認された。2010年に債務弁済を完了し、アーバンコーポは清算・解散する予定としている。
グループ会社については、2009年で3月31日に営業が廃止することが決まっていた広島市中区のホテル「八丁堀シャンテ」を運営する子会社「シャンテ」の株式を、ホテル再生の実績を持つR-ING（東京都港区）に譲渡した。R-INGは全株式と債権を買収し100%子会社化すると共に、56人の従業員も原則継続雇用する。また、3月12日には、農業生産法人「みなみん里」（大分県臼杵市野津町大字野津市）が経営陣によるMBOにより「クロノス」として独立、経営健全化を目指す。

### 転換社債発行に関する不祥事
上述の2008年における転換社債の発行に際しては6月26日の計画発表後から市場では「BNPパリバを割当先とするCB発行が頓挫したのでは」との憶測が流れていた。アーバンコーポはモーニングスターなどの取材などに対し、7月10日に「7月8日付でBNPパリバとCBの買取契約を締結した」と話し、CB発行頓挫のうわさを完全否定、7月11日には「予定通りBNPパリバから発行総額300億円より諸費用5000万円を差し引き299億5000万円を取得したことを確認した。調達資金は短期借入金など債務の返済に充当する予定である」と述べた。この情報により、7月4日に一時ストップ安まで下落していた同社株価は7月11日の株価は268円まで3日続伸した。しかし、上述したようにこの時点では実際に92億円しか調達出来ず、さらには300億円調達の目的も実際にはスワップ契約に基づくBNPパリバへの資産運用目的であり、300億円は入金後BNPパリバへ即時返金されていた。このことは民事再生法申請まで未公表であった。このスワップ契約の内容は、BNPパリバが引き受けた転換社債を株式に転換し、その株式を株式市場で売却して得た資金をアーバンコーポレイション社に振り込むという契約だった。この契約を開示しないようにアーバン社に働きかけたのは、後にBNPパリバを追われて証券外務員資格を剥奪され、東京都議会議員に転身した神野次郎であった。このデリバティブ契約を解除したことにより営業外損失が58億円発生した。これについて、当時の茂木敏充金融担当大臣が閣議後の記者会見で、破たん前に具体的な使途や仕組みを公表せずに起債をしていた問題に対し「情報開示の厳格化を検討する」とコメントした。また、この問題に茂木は、アーバンコーポがCB発行にかかる臨時報告書を提出したのが6月26日で、訂正報告書を提出したのが同社が民事再生法の適用を申請した8月13日だったことを事実関係として挙げた上で「一般論として、臨時報告の資金使途は投資家に誤解を招かないよう記載しなければならない。また、誤りがあった場合には、速やかに訂正報告書を提出しなければならない」と指摘した。さらに「その上で、どんな対応をしていくかは今後の検討になる」と述べている。
9月1日、東京証券取引所代表取締役社長の斉藤惇は、上場会社代表者に宛てて『東証上場第952号 適時開示における投資者の適切な投資判断の確保に関する要請について』との表題で「今般、エクイティファイナンスに関する適時開示において、重要な事項について事実と異なる理解を投資者に与え、投資判断を大きく誤らせたといっても過言ではない事例がみられました。当取引所としては、今回の事態を大変遺憾に思っております。上場会社各位におかれましては、重要な会社情報の開示にあたり、その内容に虚偽があったり、重要な情報が欠けていたり、誤解を生ぜしめたりすることのないようくれぐれもご注意いただくとともに、投資者の正確な理解により、適切な投資判断が確保されるよう、今後もより一層、適時・適切な開示にお努めいただきますようお願い申し上げます。」との書簡を送っている。
その後、10月10日には金融庁が、アーバンコーポが金融商品取引法第172条の2第2項に規定する「重要な事項につき虚偽の記載がある」臨時報告書を提出したとして法令違反が認められたと発表。加えて10月24日には、金融庁が平成20年3月期におけるアーバンコーポレイションの有価証券報告書に「重要な事項につき虚偽の記載がある」有価証券報告書を提出した行為に該当するとして有価証券報告書の虚偽記載の法令違反が認められたと発表。これにより、金融庁は臨時報告書虚偽記載について150万円、平成20年3月期有価証券報告書虚偽記載について1081万円の課徴金納付命令を下している。
7月にはメリルリンチからTOBを受け入れる完成した契約書のドラフトが送付され、後は署名するのみであった。アーバンコーポは、メリルリンチに6月に簿価ベースで約1,000億円、計18件の保有不動産を売却し約800億円を調達していたことから既に傘下に入る準備を進めていた。
ところが、メリルリンチ証券の顧問弁護士事務所である西村あさひ法律事務所は「転換社債に伴うデリバティブ契約について市場に開示をしないことは問題である」との見解を示した。一方で、アーバンコーポレイションの顧問弁護士事務所である森・濱田松本法律事務所は投資家が判断を間違えない文言で臨時報告書を開示することを経営陣に助言した。
結局、メリルリンチは契約直前にTOBを断念した。房園自身は、2011年11月4日に東京地方裁判所606号法廷で開かれた公開証人尋問で、なぜ直前になって断念したのか、理由は不明であると証言している。

## 株主
2008年3月31日時点での株主は
1. 房園博行 3,739万株(16.4%)
2. 日本マスタートラスト信託銀行信託口 1,454万株 (6.4%)
3. JPモルガン・チェース・バンク 1,005万株 (4.4%)
4. BNPパリバ証券 877万株 (3.8%)

であったが、房園が保有していた株式の担保権実行やBNPパリバ（ビーエヌピーパリバセキュリティーズジャパンリミテッド）向け転換社債の発行と同社が転換権を実行したことによって、民事再生法適用時点での株主構成は、2008年3月31日末と比べて大きく変わっていた可能性が高い。

## アーバンインターネット
1993年にインターネットサービスプロバイダ（ISP）の運営を手がける子会社アーバンエコロジーを設立。「アーバンインターネット」のサービス名でインターネット接続事業を提供していた。1999年に中国電力系の中国通信ネットワーク（CTNet）の完全子会社になり、アーバンの事業ではなくなった。
CTNetの完全子会社となった後も、社名をアーバンインターネットに変更して事業継続。「アーバンインターネット」のブランド名は継続利用された。アーバンインターネットは、CTNetと、同じく中国電力系の中国情報システムサービス（CIS）が2003年に合併したエネルギア・コミュニケーションズと2005年に合併しているが、「アーバンインターネット」サービスはそのまま残され、独立したドメイン (urban.ne.jp) も存続している。
山口県内では太陽家具百貨店が代理店を務めていた（現在は代理店業務は終了）。

## 沿革
- 1990年5月8日 - 広島市南区にて分譲マンションの企画販売を目的に設立（商号：アーバンコーポレイション）
- 1995年4月1日 - 株式会社八生（休眠会社）が旧アーバンコーポレイションを吸収合併、八生はアーバンコーポレイションへ商号を変更
- 1996年9月12日 - 日本証券業協会に株式を店頭登録
- 2000年 - 東京証券取引所第二部へ上場
- 2002年3月 - 東京証券取引所第一部へ上場
- 2004年 - アーバンビューグランドタワー竣工（広島市中区）
- 2008年
  - 8月13日 - 民事再生手続開始を申立て、負債総額は2,558億円
  - 9月14日 - 上場廃止
  - 12月22日 - 再生計画案を東京地裁へ提出。同日、経営再建を断念し事業を証券会社などに譲渡したうえで会社を清算すると発表
- 2009年
  - 2月5日 - 再生計画案を修正。
  - 3月18日 - 再生計画案認可。それに基づき、資産の保全及び売却を行うことになる
- 2012年4月16日 - 再生計画終結。
- 2013年11月18日 - 解散。
- 2014年2月28日 - 清算完了。24年の歴史に幕を閉じる。

## 代表者
アーバンコーポの代表者であり創業者でもある房園博行（ぼうぞのひろゆき）の経歴は以下の通り。
- 1962年10月28日 鹿児島県南さつま市で生まれる。
その後、山口県内の高等専門学校へ進学するも退学、別の高等学校を経て、近畿大学工学部に入学。
- 1985年3月 近畿大学工学部経営工学科を卒業
- 1985年4月 株式会社大京入社
- 1990年5月 アーバンコーポレイションを創業、当時より代表取締役社長に就任
- 2006年3月 株式会社アーバンコミュニティ取締役会長
- 2007年5月 株式会社アーバン・インターナショナル・プロパティーズ代表取締役会長
- 2008年8月 株式会社アーバンコーポレイションが民事再生法を申請
- 2009年4月頃 株式会社アーバンコーポレーション代表取締役社長を辞任[11]